# Britney: Domination
Domination 按计划为美国歌手布兰妮·斯皮尔斯的第二季驻唱表演，在坐落于内华达州拉斯维加斯米高梅公园大酒店和赌场的公园剧场中进行。该驻唱计划于2019年2月13日首演，直到2019年8月17日，期间共有32场演出。但于2019年1月4日推迟。
2019年1月4日，由于父亲的健康问题与恢复的原因，布兰妮宣布搁置驻场计划并无限期暂停工作，具体恢复时间另行通知。

## 背景与公布
布兰妮在2013年12月到2017年12月间，于好莱坞星球Zappos Theater完成了“布兰妮：破碎的我”的248场演出，后来她在2018年10月18日于T-Mobile Arena的东芝广场宣布她的第二季驻唱。 同月，多方报道称，表演将营造一种“城市化、嘻哈的氛围"，与先前的驻唱不同。 该舞台将运用超前沿科技，而布兰妮将会表演各种她的热门曲目，并将其与嘻哈元素融合。
Nappytabs是一个艾美奖获奖的已婚编舞师组合，他们证实将负责这次新演出的创意指导。2018年10月26日美国东部时间周五上午10点，门票开售。

## 曲目表
在宣布工作暂停后，该表演的创意团队透露，《过度保护》（Overprotected）和《我的特权》最初计划演出。   其他歌曲在排练镜头中展示，包括《我是你的奴仆》、《想过来吗？》、《打破僵局》和《停电》（Coupure Électrique）。 

## 取消场次
| 日期          | 原因          |
| ------------- | ------------- |
| 2019年2月13日 | 个人/家庭问题 |
| 2019年2月14日 | 个人/家庭问题 |
| 2019年2月16日 | 个人/家庭问题 |
| 2019年2月17日 | 个人/家庭问题 |
| 2019年2月20日 | 个人/家庭问题 |
| 2019年2月22日 | 个人/家庭问题 |
| 2019年2月23日 | 个人/家庭问题 |
| 2019年2月27日 | 个人/家庭问题 |
| 2019年3月1日  | 个人/家庭问题 |
| 2019年3月2日  | 个人/家庭问题 |
| 2019年3月8日  | 个人/家庭问题 |
| 2019年3月10日 | 个人/家庭问题 |
| 2019年3月11日 | 个人/家庭问题 |
| 2019年3月15日 | 个人/家庭问题 |
| 2019年3月17日 | 个人/家庭问题 |
| 2019年3月18日 | 个人/家庭问题 |
| 2019年3月22日 | 个人/家庭问题 |
| 2019年3月24日 | 个人/家庭问题 |
| 2019年3月25日 | 个人/家庭问题 |
| 2019年3月26日 | 个人/家庭问题 |
| 2019年7月24日 | 个人/家庭问题 |
| 2019年7月26日 | 个人/家庭问题 |
| 2019年7月27日 | 个人/家庭问题 |
| 2019年7月31日 | 个人/家庭问题 |
| 2019年8月2日  | 个人/家庭问题 |
| 2019年8月3日  | 个人/家庭问题 |
| 2019年8月7日  | 个人/家庭问题 |
| 2019年8月9日  | 个人/家庭问题 |
| 2019年8月10日 | 个人/家庭问题 |
| 2019年8月14日 | 个人/家庭问题 |
| 2019年8月16日 | 个人/家庭问题 |
| 2019年8月17日 | 个人/家庭问题 |

### 引文
1. ↑  来源居留标题：
2. ↑  Bueno, Antoinette. . ET Online. October 18, 2018  [October 18, 2018]. （原始内容存档于2019-04-07） （英语）.
3. ↑  Spears, Britney. . @britneyspears. 4 January 2019  [4 January 2019]. （原始内容存档于2019-03-14） （英语）.
4. 1 2  Spears, Britney. . Britney Spears. 2019-01-04  [2019-01-04]. （原始内容存档于2019-01-04） （英语）.
5. ↑  Katsilometes, John. . Las Vegas Review-Journal.   [October 18, 2018]. （原始内容存档于2019-04-07） （英语）.
6. ↑  . HotNewHipHop.   [October 20, 2018]. （原始内容存档于2018-10-20） （英语）.
7. ↑  Nappytabs. . Instagram.   [October 20, 2018]. （原始内容存档于2019-09-24） （英语）.
8. ↑  .   [October 18, 2018]. （原始内容存档于2019-04-07） （英语）.
9. ↑  Tabitha, Napoleon and. . @NAPPYTABS. 2019-01-04  [2019-01-06] （英语）.
10. ↑  Spears, Britney. . @britneyspears. 2018-12-19  [2019-01-06]. （原始内容存档于2019-05-12） （英语）.